# Melitaea nigrovulturis
Melitaea nigrovulturis är en fjärilsart som beskrevs av Hartig 1968. Melitaea nigrovulturis ingår i släktet Melitaea och familjen praktfjärilar. Inga underarter finns listade i Catalogue of Life.